# Жељезнице Републике Српске
Жељезнице Републике Српске (скраћено ЖРС) је национално жељезничко саобраћајно предузеће Републике Српске. Главна дјелатност Жељезница Републике Српске је обављање промета роба и путника на жељезничким пругама у Републици Српској. Укупна дужина пруга нормалног колосијека у Републици Српској износи 425 километара, од чега је 80% електрифицирано. Међународни код Жељезница Републике Српске је 0044.

## Организација ЖРС
- Сједиште ЖРС се налази у улици Светог Саве 71 у Добоју. Директор ЖРС је Петко Станојевић.
- Пословна инфракструктура
- Сектор за грађевинске послове
- Сектор за електротехничке послове

## Историјат
Жељезнице Републике Српске су основане 12. маја 1992. године. Влада Републике Српске је на сједници одржаној на Палама у Српском Сарајеву 24. маја 1992. донијела одлуку о оснивању националне жељезничке компаније „Српске жељезнице“. Крсна слава Жељезница Републике Српске је Свети Василије Острошки, који се слави на дан оснивања ЖРС, 12. мај, као Дан жељезничара Републике Српске. До 2001. године ЖРС су славиле 15. септембар, Дан Југословенске жељезнице.
ЖРС су 24. јуна 1997. подњеле захтјев за приступање Међународној жељезничкој унији (UIC). Међународна жељезничка унија 10. марта 1998. држи састанак, а на својој 187-ој сједници у Бриселу 16. јуна 1998. године доноси одлуку о пријему ЖРС у Међународну жељезничку унију. Ова одлука је потврђена на генералној скупштини Међународне жељезничке уније (UIC) 27. октобра 1998. у Берлину. Тада Жељезнице Републике Српске добијају свој међународни код 0044.
Након овога су ЖРС подњеле захтјев за приступ у Међународни жељезнички комитет у Берну (CIT). На Генералној скупштини Међународног жељезничког комитета (CIT) 18. маја 2000. године ЖРС једногласном одлуком постаје чланица Међународног жељезничког комитета (CIT).
Након овога ЖРС постаје чланица свих реномираних међународних жељезничких организација. ЖРС 2001. постаје чланица TCV, чланица Жељезница југоисточне Европе (SERG) у Бугарској 15. новембра 2002, чланица Савеза путничких тарифа жељезница југоисточне Европе 24. априла 2002, затим чланица Савеза тарифа Европа–Азија (TEA) у Атини 15. октобра 2002, чланица InterRail савеза 2003, чланица BCC 1. јануара 2004, и FIP савеза 9. јуна 2004. у Атини.

## Жељезничке пруге Републике Српске
Укупна грађевинска дужина пруга на територији Републике Српске износи 418,3 километара. 
- 393,7 километара једноколосјечних пруга
- 24,6 километара двоколосјечних пруга
- 442,9 укупно километара колосијека отворене пруге

Укупна дужина електрифицираних пруга на територији Републике Српске износи 338 километара.
- 313,5 километара једноколосјечних пруга
- 24,6 километара двоколосјечних пруга

Дужина осталих станичних колосијека износи 162,15 километара. Укупна дужина колосијека у употреби износи 578,1 километара.

## Жељезничке возне линије ЖРС
Унутрашњи пружни правци:
- Добој-Костајница-Бањалука-Омарска-Приједор-Нови Град
- Блатна-Нови Град-Добрљин
- Добој-Модрича-Шамац
- Брчко МП-Брчко
- Добој-Зворник
- Бијељина-Сремска Рача
- Јабланица-Штрбци

## Жељезнички возни парк ЖРС
У Републици Српској постоје три жељезничка возна парка у Приједору, Бањалуци и Добоју. Жељезнице Републике Српске имају 800 нових и поправљених вагона.

### Локомотиве
- Електро локомотива серије 441
- Дизел електрична локомотива серије 661
- Дизел хидраулична локомотива серије 212
- Дизел хидраулична локомотива серије Рх 2062
- Дизел електрична локомотива серије 642
- Дизел електрична локомотива серије 643
- Дизел-моторни воз (ДМВ) серије 813/814

## Глас жељезничара
Глас жељезничара је информативно службено гласило Жељезница Републике Српске.
Лист излази два пута мјесечно и бесплатан је.
Директор Гласа жељезничара је Петко Станојевић.

## Галерија
- Локомотива Жељезнице Републике Српске, 2009.
- Локомотива Жељезнице Републике Српске, 2009.
- Локомотива 411, Жељезнице Републике Српске, Добој, 2009.
- Жељезничка композиција 411, ЖРС, Љескове Воде-Раковац, 2009.
- Вагон ЖРС, Доње Вардиште, 2006.
- Станица Добој, 2009.
- Станица Добрљин, 2009.
- Станица Омарска, Приједор 2009.
- Станица Стамбулчић, Пале, 2007.
- Пруга Вишеград-Добрун, 2007.
- Локомотива испред манастира Добрун, 2012.
- Локомотива „Двица“, Музеј Републике Српске, Бањалука 2009.
- Ћиро, Добој, 1965.
- Возови у Вишеграду, 1970.
- Ускотрачна пруга, Приједор, 1967.
- Ускотрачна пруга, Приједор, 1967.
- Станица у Врелима, на линији Усора-Прибинић, око 1900.
- Локомотива у Прибинићу, почетком 20. вијека.